# Лысенко, Андрей Витальевич
Андрей Витальевич Лысенко (1 июля (13 июля) 1851, с. Жовнино, Кременчугский уезд, Полтавская губерния, Российская империя — 8 (21) июня 1910, Киев, Российская империя) — русский военный врач, прозаик, общественный и политический деятель, революционер.

## Биография
Андрей Лысенко был родом из старинного казацкого старшинского рода Лысенко. Отец Андрея, Виталий Романович, был полковником Орденского кирасирского полка. Мать, Ольга Еремеевна, происходила из полтавского помещичьего рода Луценко. Старший брат Н. В. Лысенко.
В 1876 году окончил медицинский факультет Императорского университета Святого Владимира в Киеве.
Добровольцем участвовал в 1876 году в войне княжеской Сербии с Османской империей и русско-турецкой войне (1877—1878 гг.)
Служил корабельным врачом на Балтийском флоте, затем — Императорского Черноморского флота России в Николаеве. Плавал на кораблях «Тамань», «Буг», «Петербург», на шхуне «Саун-Су» и других. Совершил несколько дальних плаваний, побывал во многих странах мира.
Был отмечен многими наградами, среди них: орден Святой Анны 3-й степени, сербский Крест за особые заслуги, бронзовая медаль «В память русско-турецкой войны 1877—1878», нагрудный знак Красного Креста 1879 года.
По состоянию здоровья в 1883 году был уволен с флота и уехал из Николаева, где работал ординатором морского госпиталя, перебрался на узловую станцию Знаменка, работал там заведующим местной железнодорожной больницы.
Член Революционной украинской партии. Участник революции 1905 года.
За организацию (в октябре — декабре 1905) железнодорожного стачечного комитета в Знаменке, 29 декабря 1905 г. (11 января 1906 г.) был арестован, лишён всех чинов и наград и выслан в Вятку. С помощью брата в 1907 году ему удалось получить разрешение на лечение за границей. Некоторое время он жил в Швейцарии, где написал воспоминания «Между добровольцев 1876 года» и драму «Успокоилось» (про события 1905 года). Позже переехал в Австро-Венгрию, работал врачом в Львове. В 1910 году вернулся в Киев.
Больного Андрея Лысенко старший брат устроил в Святошинскую специализированную больницу, где тот и умер.

## Творчество
Автор рассказов «Вон с пути — капитал прёт», «Шторм», «Чахоточный Кузька»; воспоминания «Между добровольцами 1876 года», «Рисунки-миниатюры» и «Воспоминания».
Кроме того, написал ряд рассказов из флотской жизни, опубликованных в газете «Рада».